# 861 Aida
Aida (asteróide 861) é um asteróide da cintura principal com um diâmetro de 66,85 quilómetros, a 2,8115186 UA. Possui uma excentricidade de 0,1039073 e um período orbital de 2 029,92 dias (5,56 anos).
Aida tem uma velocidade orbital média de 16,81507199 km/s e uma inclinação de 8,05272º.
Esse asteróide foi descoberto em 22 de Janeiro de 1917 por Max Wolf.